# 洛鲁
洛鲁（法語：Lauroux，法語發音：[loʁu]）是法国埃罗省的一个市镇，属于洛代沃区。

## 地理
洛鲁（43°46'40"N, 3°17'21"E）面积26.42 平方千米，位于法国奧克西塔尼大區埃罗省，该省份为法国南部沿海省份，南濒地中海，西南接奥德省，西北接塔恩省和阿韦龙省，东北与加尔省接壤。
与洛鲁接壤的市镇（或旧市镇、城区）包括：莱里沃、洛代沃、佩盖罗勒-德莱斯卡莱特、莱普朗、普若尔、罗米吉耶尔、罗克勒东德、圣费利德耶拉。

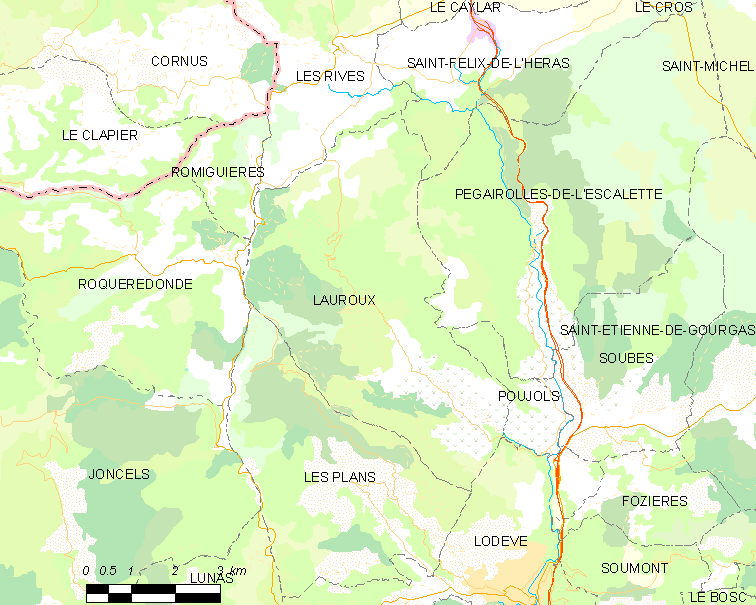
洛鲁的OSM定位图

洛鲁的时区为UTC+01:00、UTC+02:00（夏令时）。

## 行政
洛鲁的邮政编码为34700，INSEE市镇编码为34132。

## 政治
洛鲁所属的省级选区为洛代沃县。

## 人口

1962-2008年间洛鲁人口变化图示

洛鲁于2022年1月1日时的人口数量为208人。